# 불독 (프로게이머)
불독(본명: 이태영, 2005년 4월 15일 ~ )은 대한민국의 리그 오브 레전드 프로게이머로 포지션은 미드 라이너이다. 아이디는 BuLLDoG이다. 현재 DN 프릭스에서 활동하고 있다.

## 선수 생활
2020년 7월, 아프리카 프릭스 아카데미에 입단하면서 커리어를 시작했다.
2021 서머시즌을 앞두고 아프리카 프릭스 2군팀에 콜업되면서 프로 커리어를 시작했다. 팀의 준우승에 기여했다.
2022시즌을 앞두고 광동 프릭스와 재계약을 체결했다.
2023시즌을 앞두고 광동 프릭스 1군팀으로 콜업되면서 주전으로 활동하게 되었다. 2023 스프링시즌에는 7위를 기록하였다. 2023 서머시즌에는 초반에 3연승을 기록하며 1위를 기록한 시기도 있었으나, 시즌 중반기부터 급격히 흔들리는 실력을 보이며 10위를 기록하게 되었다.
2024시즌을 앞두고 광동 프릭스와 재계약을 체결했다.
2025시즌을 앞두고 광동 프릭스와 재계약을 체결했다.

## 소속팀
| # | 팀명            | 소속 기간    | 소속 리그 | 비고 |
| - | --------------- | ------------ | --------- | ---- |
| 1 | AF Academy      | 2020         |           |      |
| 2 | 아프리카 프릭스 | 2021.06.01 ~ | LCK       |      |

## 수상 내역
- 2021 LCK 아카데미 시리즈 2월 토너먼트 준우승
- 2021 LCK 챌린저스 리그 서머 준우승